# Parasudra sumatrana
Parasudra sumatrana är en insektsart som beskrevs av Schmidt 1909. Parasudra sumatrana ingår i släktet Parasudra och familjen dvärgstritar. Inga underarter finns listade i Catalogue of Life.